# Complexe sportif et scénique pétersbourgeois
Pour les articles homonymes, voir CKK.
Le complexe sportif et scénique pétersbourgeois (en russe : Петербургский Спортивно-Концертный Комплекс), connu sous le sigle CKK venant des initiales de son nom russe ou SKK (ou Peterburgskiy SKK) venant des initiales de la translittération de son nom russe (Peterburgskiy Sportivno-Kontsertnyy Kompleks), était une salle polyvalente situé à Saint-Pétersbourg en Russie.
On trouve aussi comme appellation SCC ou Petersburg SCC qui viennent de son nom anglais.
Le complexe était l'un des plus grands stades polyvalents d'Europe.

## Histoire
Initialement, le SKK a été construit pour les Jeux olympiques de Moscou de 1980. Le projet de construction élaboré par des experts soviétiques a été construit avec des matériaux locaux.
Le complexe fut achevé en 1979 et inauguré le 19 mai 1980 sous le nom complexe sportif et scénique V.I. Lénine (en russe : Спортивно-концертный комплекс им. В.И.Ленина). La hauteur de la partie principale est de 40 mètres pour un diamètre de 160 mètres, un socle de 193 mètres, et il peut contenir 25 000 personnes, ce qui en fait la salle couverte permanente la plus grande de Leningrad.
Des sculptures à l'entrée ont été installées en 1981.
Après la chute de l'U.R.S.S., lorsque Leningrad est redevenue Saint-Pétersbourg en 1991, l’édifice fut renommé complexe sportif et scénique pétersbourgeois.
Le 31 janvier 2020, le toit du bâtiment ainsi qu'une large partie de l'enceinte s’effondrent durant des travaux de démantèlement démarrés le jour même. Un ouvrier de 29 ans trouve la mort dans l'accident[réf. souhaitée].
Le complexe sera remplacé par la nouvelle SKA Arena qui deviendra la plus grande patinoire du monde à son ouverture en 2023.

## Activités
La salle accueille de nombreux événements sportifs, usage pour lequel il a été conçu.
- Championnats du monde de taekwondo, d'escrime, de hockey sur glace et de trampoline.
- Championnats européens de patinage artistique et de gymnastique.
- Tournois internationaux de volleyball, de basketball et de tennis (plus particulièrement le tournoi de tennis de Saint-Pétersbourg).
- La Finale du Grand Prix ISU de patinage artistique 1998-1999
- La Coupe de Russie 1999
- La Coupe de Russie 2000

Le CKK accueille aussi de nombreux concerts où se produisirent des artistes russes, mais aussi internationaux
- Eros Ramazzotti
- Green Day
- Rammstein
- Aerosmith
- Didier Marouani et Space les 1,2,3,4,5 juillet 1983
- Patricia Kaas Carnets de scène les 21, 22, 23 et 24 juin 1990 et Tour de charme les 29 septembre et 1er octobre 1994
- t.A.T.u. en 2006
- Mylène Farmer Tour 2009 de Mylène Farmer: 28 juin 2009
- Placebo Battle for the Sun Tour: 23 septembre 2010
- Muse The Resistance Tour: 20 mai 2011
- Iron Maiden The Final Frontier World Tour: juillet 2011
- Madonna The MDNA Tour: 9 aout 2012
- Lady Gaga Born This Way Ball: 9 décembre 2012
- Justin Bieber Believe Tour: 28 avril 2013
- Green Day 99 Revolutions Tour: 23 juin 2013
- Mylène Farmer Timeless 2013: 4 novembre 2013
- Armin van Buuren Armin Only: 8 février 2014
- Depeche Mode Delta Machine Tour: 4 mars 2014
- Thirty Seconds to Mars Love, Lust, Faith and Dreams Tour: 18 mars 2014
- Justin Timberlake The 20/20 Experience World Tour: 15 mai 2014
- Metallica Summer 2015 European Tour: 25 aout 2015